# Ashby St. Ledgers
Ashby St. Ledgers är en civil parish i Storbritannien.   Den ligger i grevskapet Northamptonshire i riksdelen England, i den södra delen av landet, 110 km nordväst om huvudstaden London. Antalet invånare är 166.